# پنل‌های کامپوزیت کاغذی
پانل‌های کامپوزیت کاغذی نوعی ماده کامپوزیت رزین فنولی یا فیبر سلولزی ساخته شده از کاغذ نیمه بازیافتی و رزین فنلی است. لایه‌های متعدد کاغذ در رزین فنولی خیسانده شده و سپس در حالت فشرده یا گرم قالب بندی و پخته می‌شوند. در دهه ۱۹۵۰، این پنل‌ها به عنوان کف پوش آشپزخانه‌ها توزیع می‌شدند ولی امروزه برای کاربردهای بسیار بیشتری مورد استفاده قرار می‌گیرند. از جمله می‌توان به سطوح پارک‌های اسکیت برد، پیشخوان‌های مسکونی، هسته‌های فایبرگلاس، کابینت‌ها، نمای بیرونی دیوارها، گیتارها و انواع کاربردها در مهندسی معماری اشاره کرد.

## ترکیب بندی (کامپوزیشن)
در آمریکای شمالی تعداد زیادی از تولیدکنندگان این محصول فعالیت می‌کنند که هریک، از ترکیب‌های متفاوتی برای شکل‌دادن محصول نهایی استفاده می‌کنند. یکی از مهم‌ترین این ترکیبات، ترکیب الیاف سلولز و رزین فنولی (نوعی پلیمر) است که برای ساخت سطوح سخت و صاف تولید می‌شوند. هرچند از فیبرهای طبیعی دیگر برگرفته از گیاهان و جانوران و معادن طبیعی نیز می‌توان به ترکیب افزود ولی عمدتاً از فیبر سلولز برای این منظور استفاده می‌شود.

ساختار مولکولی یک رشته سلولزی

1. سلولز استخراج شده از تفاله درخت به رول‌های بزرگ کاغذی تبدیل می‌شود.
2. سپس ورقه‌ها در رزین فنولی خیسانده شده و پیش از اینکه مجدداً رول شوند، برای خشک شدن به محفظه گرما هدایت می‌شوند.
3. در آخر صدها ورق از این کاغذها روی هم قرار گرفته و به کمک قالب فشاری، به حالت فشرده در می‌آیند.

به دلیل ویژگی‌های گرما سختی رزین، محصول حاصل از سرد شدن بسیار سخت است.

## کاربردها
این پنل‌ها در هواپیماهای بوئینگ ۷۴۷ برای کاربردهای متعددی مورد استفاده قرار می‌گرفت. در معماری، از این پنل‌ها در ساخت آشپزخانه‌ها استفاده می‌شود. از کاربردهای تجاری و تبلیغاتی آن می‌توان به تخته‌های برش، میزهای آماده و داشبورد وانت‌های باربری اشاره کرد.
در اواخر قرن بیستم از مواد بر پایه سلولز و رزین فنولی به عنوان جایگزینی برای درخت آبنوس و چوب بلسان بنفش برای ساخت فینگربردهای سازهای تاری استفاده می‌شد. در سال ۲۰۱۲ شرکت گیتارسازی گیبسون (Gibson Guitar Corporation) به‌طور رسمی، پنل‌های کامپوزیت کاغذی را جایگزین درخت آبنوس برای ساخت محصولات خود کرد.

## خواص و ویژگی‌ها
این محصول به دلیل شکل‌گیری از لایه‌های متعدد به شکل ماده ای سخت به نظر می‌رسد و این ترتیب نمی‌توان آن را پنل ساندویچی به حساب آورد. همچنین این پنل‌ها در برابر دما تا ۳۵۰ درجه فارنهایت یا ۱۷۷ درجه سلسیوس مقاومت دارند.